# Ortolangebiete um Erlach und Ochsenfurt
Ortolangebiete um Erlach und Ochsenfurt este o arie protejată (arie de protecție specială avifaunistică — SPA) din Germania întinsă pe o suprafață de 956,65 ha, integral pe uscat.

## Localizare
Centrul sitului Ortolangebiete um Erlach und Ochsenfurt este situat la coordonatele 49°38′36″N 10°02′29″E / 49.6433°N 10.0414°E.

## Înființare
Situl Ortolangebiete um Erlach und Ochsenfurt a fost declarat arie de protecție specială avifaunistică în septembrie 2006 pentru a proteja 7 specii de animale.

## Biodiversitate
Situată în ecoregiunea continentală, aria protejată nu include niciun habitat protejat.
La baza desemnării sitului se află mai multe specii protejate de  păsări (7): erete de stuf (Circus aeruginosus), ciocănitoarea de stejar (Dendrocopos medius), presură de grădină (Emberiza hortulana), sfrâncioc roșiatic (Lanius collurio), privighetoare (Luscinia megarhynchos), viespar (Pernis apivorus), silvie de câmp (Sylvia communis).